# Pardosa crassistyla
Pardosa crassistyla là một loài nhện trong họ Lycosidae.
Loài này thuộc chi Pardosa. Pardosa crassistyla được Torbjörn Kronestedt miêu tả năm 1988.